# Millgrove
Millgrove är en del av en befolkad plats i Australien. Den ligger i kommunen Yarra Ranges och delstaten Victoria, omkring 61 kilometer öster om delstatshuvudstaden Melbourne. Antalet invånare är 1 554.
Närmaste större samhälle är Healesville, omkring 16 kilometer nordväst om Millgrove. 
I omgivningarna runt Millgrove växer i huvudsak städsegrön lövskog. Runt Millgrove är det ganska glesbefolkat, med 38 invånare per kvadratkilometer. Genomsnittlig årsnederbörd är 1 391 millimeter. Den regnigaste månaden är juni, med i genomsnitt 161 mm nederbörd, och den torraste är januari, med 57 mm nederbörd.